# Barsana
Barsana es un pueblo y nagar Panchayat situado en el distrito de Mathura en el estado de Uttar Pradesh (India). Su población es de 11184 habitantes (2011). 

## Demografía
Según el censo de 2011 la población de Barsana era de 11184 habitantes, de los cuales 5914 eran hombres y 5270 eran mujeres. Barsana tiene una tasa media de alfabetización del 69,88%, superior a la media estatal del 67,68%: la alfabetización masculina es del 80,36%, y la alfabetización femenina del 58,11%.